# Norman (cráter)

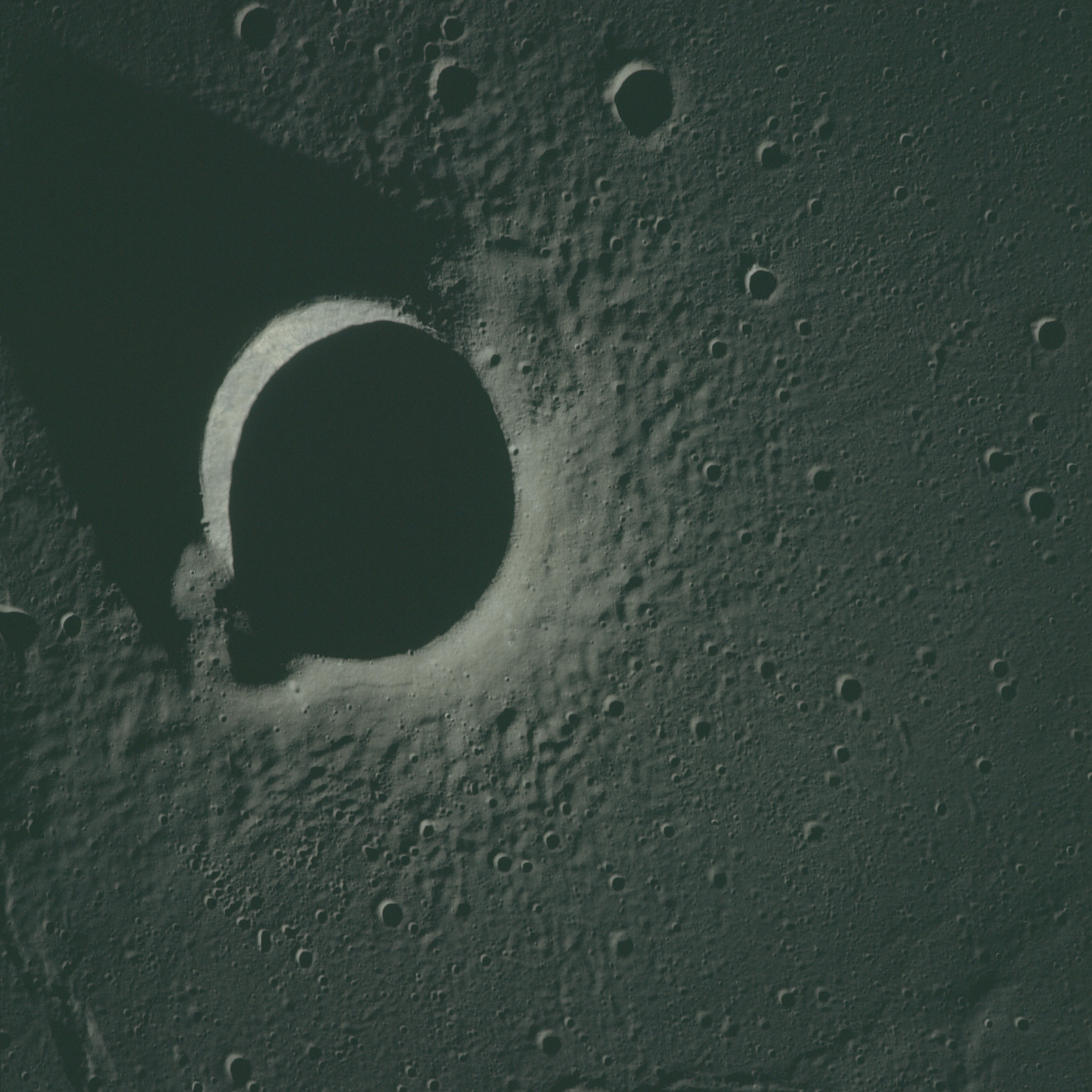
Fotografía de la misión Apolo 16

Norman es un pequeño cráter de impacto lunar situado en el Oceanus Procellarum, al sur y ligeramente al oeste del cráter Euclides. Al oeste-suroeste se halla Herigonius. La zona posee pocos cráteres con nombre propio, aparte de algunas crestas menores en la superficie del mare.
|  |

Norman es una cráter circular en forma de cuenco, con una pequeña plataforma central en el punto medio de las paredes interiores inclinadas. Previamente se designó Euclides B, antes de ser renombrado por la UAI.